# Fußballklub Austria Wien 2016-2017
Questa voce raccoglie le informazioni riguardanti il Fußballklub Austria Wien nelle competizioni ufficiali della stagione 2016-2017.

## Statistiche
- Vittorie: 0
- Vittorie in casa: 0
- Vittorie in trasferta: 0
- Pareggi: 0
- Pareggi in casa: 0
- Pareggi in trasferta: 0
- Sconfitte: 0
- Sconfitte in casa: 0
- Sconfitte in trasferta: 0
- Gol fatti: 0
- Gol subiti: 0
- Differenza reti:
- Miglior marcatore:
- Miglior vittoria:
- Peggior sconfitta:
- Vittoria con più gol segnati:
- Sconfitta con più gol subiti:
- Partita con più gol:

## Rosa
Rosa aggiornata al 31 luglio 2016
| N. |                      | Ruolo | Calciatore                     |
| -- | -------------------- | ----- | ------------------------------ |
| 1  | Austria (bandiera)   | P     | Robert Almer                   |
| 2  | Austria (bandiera)   | D     | Petar Gluhakovic               |
| 3  | Austria (bandiera)   | D     | Richard Windbichler            |
| 4  | Croazia (bandiera)   | D     | Petar Filipović                |
| 5  | Croazia (bandiera)   | D     | Ognjen Vukojević               |
| 7  | Libia (bandiera)     | C     | Ismael Tajouri                 |
| 8  | Nigeria (bandiera)   | A     | Olarenwaju Kayode              |
| 9  | Austria (bandiera)   | A     | Kevin Friesenbichler           |
| 10 | Austria (bandiera)   | C     | Alexander Grünwald             |
| 11 | Brasile (bandiera)   | C     | Lucas Henrique Ferreira Venuto |
| 14 | Austria (bandiera)   | A     | Alexander Frank                |
| 15 | Austria (bandiera)   | C     | Tarkan Serbest                 |
| 16 | Austria (bandiera)   | C     | Dominik Prokop                 |
| 17 | Danimarca (bandiera) | D     | Jens Stryger Larsen            |

| N. |                      | Ruolo | Calciatore            |
| -- | -------------------- | ----- | --------------------- |
| 18 | Rep. Ceca (bandiera) | D     | Patrizio Stronati     |
| 19 | Israele (bandiera)   | C     | Roei Kahat            |
| 23 | Spagna (bandiera)    | C     | David de Paula        |
| 24 | Austria (bandiera)   | D     | Alexandar Borkovic    |
| 25 | Austria (bandiera)   | C     | Thomas Salamon        |
| 26 | Austria (bandiera)   | C     | Raphael Holzhauser    |
| 27 | Austria (bandiera)   | C     | Marko Kvasina         |
| 28 | Austria (bandiera)   | D     | Christoph Martschinko |
| 29 | Brasile (bandiera)   | C     | Ronivaldo             |
| 31 | Austria (bandiera)   | P     | Osman Hadžikić        |
| 32 | Austria (bandiera)   | P     | Patrick Pentz         |
| 33 | Austria (bandiera)   | D     | Lukas Rotpuller       |
| 77 | Austria (bandiera)   | P     | Tino Casali           |
| 95 | Brasile (bandiera)   | A     | Felipe Pires          |